# Vostert

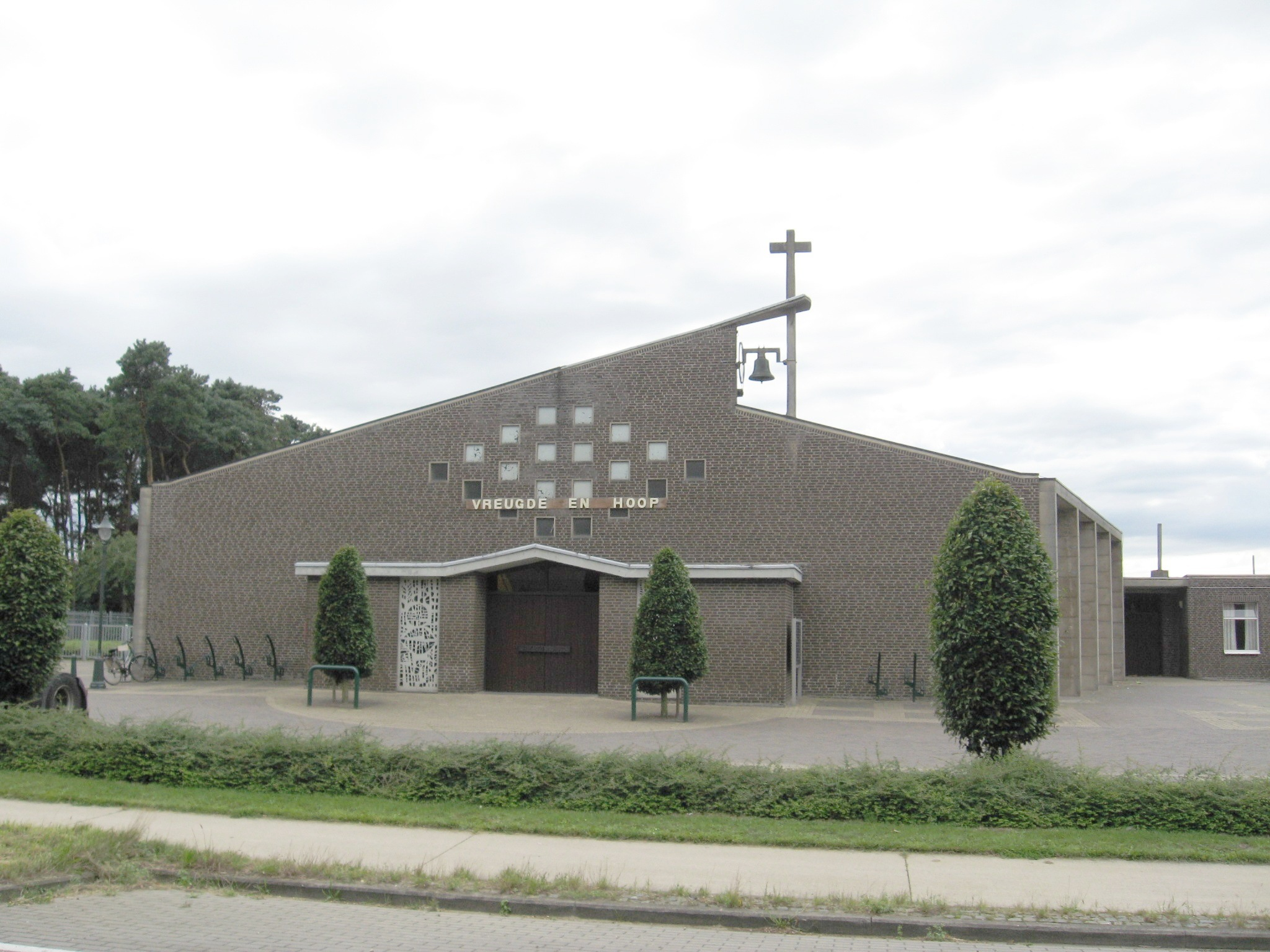
De Onze-Lieve-Vrouw van het Heilig Hartkerk

Vostert (ook: Vostaard) is een gehucht en een parochie in de Belgische stad Bree. Vostert telt ongeveer 850 inwoners. Het ligt aan de hoofdweg naar Gruitrode, een tweetal kilometer ten zuiden van de kom van Bree.
De naam van deze plaats is afkomstig van een reeds in 1427 vermelde  hoeve, die De Vorster of Vostaardhof werd genoemd (zie: vorster). De hoeve was in de tijd van eerste vermelding eigendom van ene Rutte van de Vosterd. In 1768 werd de hoeve openbaar verkocht, maar ze is thans verdwenen.
De eigenlijke parochie is van recenter datum, toen het gebied grootschalig werd ontgonnen, en de huidige Onze-Lieve-Vrouw van het Heilig Hartkerk werd gebouwd van 1964-1965 door architect Albert Vaes uit Bree. Het bakstenen bouwwerk is een in modernistische stijl ontworpen zaalkerk, gedekt door een asymmetrisch zadeldak en voorzien van zijgevels in glas-in-beton.
Nabij Vostert ligt een bedrijventerrein van dezelfde naam. Ten westen van Vostert vindt men een bosgebied, de Herenbossen.